# NATO (album)
NATO – 14. album zespołu Laibach, 7. nagrany dla wytwórni Mute Records, wydany w 1994 roku. Powstał zainspirowany wydarzeniami wojny w Bośni i Hercegowinie. Zawiera covery utworów o tematyce wojennej.

## Lista utworów
1. "N.A.T.O." - 5:45
2. "War" - 4:10
3. "Final Countdown" - 5:40
4. "In The Army Now" - 4:31
5. "Dogs Of War" - 4:43
6. "Alle Gegen Alle" - 3:52
7. "National Reservation" - 3:46
8. "2525" - 3:48
9. "Mars On River Drina" - 4:48